# Cisseps gravis
Cisseps gravis är en fjärilsart som beskrevs av H.Edwards 1886. Cisseps gravis ingår i släktet Cisseps och familjen björnspinnare. Inga underarter finns listade i Catalogue of Life.